# Asociación de Municipalidades de Chile
La Asociación de Municipalidades de Chile (Amuch) es una organización chilena que agrupa a municipios de Chile. Fue fundada en 2013 por ciertos municipios que no estaban de acuerdo con el rumbo de la Asociación Chilena de Municipalidades. 
La asociación busca defender los intereses, el trabajo y necesidades de los municipios frente a los otros actores de la sociedad, apoyados en el trabajo mutuo y en el desarrollo de las comunidades.

## Historia
La asociación surgió en abril de 2013, cuando un grupo de alcaldes de la Alianza (la en ese entonces coalición de derecha) acusaron a sus pares de la Concertación (de centroizquierda) de negarse a llegar a un acuerdo para elegir a la nueva directiva de la Asociación Chilena de Municipalidades (AChM). Luego de que los resultados no beneficiaran al sector, los ediles de derecha aseguraron que la AChM no representaba su visión y culparon a la Concertación y al PC de politizar la misma y generar el quiebre.  Por su parte los alcaldes de la Concentración reclamaron irregularidades con el uso de fondos municipales y acusaron que se buscaba obstruir la votación, cuestión que la Alianza negó.
En julio de 2013 fue presentada la nueva asociación, que reunía a 39 comunas, principalmente de la Alianza y que se habían retirado de la AChM. El primer presidente fue Felipe Guevara, en ese entonces alcalde de Lo Barnechea, y el resto de la mesa fue conformada por los en ese entonces alcaldes Mario Olavarría (Colina), Francisco de la Maza (Las Condes), Germán Codina (Puente Alto) y Fernando Chávez (Pinto).
La inscripción fue legalizada el 21 de octubre de 2013.
A 2024, habían 96 municipios asociados en la Amuch, frente a los 320 de la ACHM.

## Directorio
- Presidente: José Manuel Palacios (alcalde de La Reina)
- Vicepresidenta: Paula Gárate (alcaldesa de Melipilla)
- Vicepresidenta: Isabel Valenzuela (alcaldesa d eColina)
- Vicepresidente: Juan Pablo Spoerer (alcalde de San Pedro de la Paz)
- Vicepresidente: Gustavo Alessandri (alcalde de Zapallar)
- Vicepresidenta: Catalina San Martín (alcaldesa de Las Condes)
- Vicepresidente: Marco Antonio González (alcalde de Algarrobo)
- Vicepresidente: Pablo Silva (alcalde de San Fernando)
- Vicepresidente: Nicolás Torres (alcalde de Ránquil)

## Presidentes
- Felipe Guevara (2013-2014)
- Mario Olavarría (2014-2017)
- José Miguel Arellano (2017-2020)
- Rodrigo Delgado (2020-2021)
- Gustavo Alessandri Bascuñán (2021-2025)
- José Manuel Palacios (2025-presente)